# ソビエト・ストーリー
ソビエト・ストーリー（英語: The Soviet Story）は、ラトビアのエドヴィンス・シュノア（ラトビア語: Edvīns Šnore）監督による2008年のドキュメンタリー映画で、1941年以前のソ連共産主義と独ソ協力を分析している。
ノーマン・デイヴィス、ヴィクトル・スヴォーロフなど、さまざまな歴史家のインタビューを交えたこの映画は、ウラジーミル・レーニンとヨシフ・スターリンがカール・マルクスの教えに真剣に取り組んでいたこと、第二次世界大戦前から第二次世界大戦初期にかけて、ナチス・ドイツとソ連の間に同様の哲学的、政治的、組織的なつながりがあったことを示唆している。映画は、大粛清とホロドモール、独ソ不可侵条約、カティンの森事件、ゲシュタポ-内務人民委員部協力、ソ連の強制移送、グラーグでの医学実験との関連てる。